# 孔雀王
『孔雀王』（くじゃくおう）は、荻野真による日本の漫画のシリーズ、またそれを原作としたメディアミックス作品である。密教世界をモチーフにした作品で、後に作者は「宗教漫画ブームのはしり」と称している。2014年10月時点でシリーズ累計発行部数は2000万部を突破している。

## シリーズ作

### 孔雀王
1985年から1989年にかけて集英社『週刊ヤングジャンプ』に連載された。単行本全17巻、文庫本全11巻。当初『孔雀退魔行』のタイトルで連作短編シリーズとしてスタートし、徐々に読者人気を獲得したことで週刊連載化へ移行（それと共に改題）した。初期は主人公の退魔師孔雀が化け物を退治する1話～数話完結の内容だったが、凶皇仏を祭る嬲楽尼とのエピソードから本作の最終的な敵となる闇の密法集団・六道衆（リクドウシュウ）との戦いが開始される。オカルトと現代、エログロな要素を混ぜ合わせ、退魔師たちの辿る数奇な運命と闘いを描いていく萩野の代表作の一つである。
伝説の大魔王・孔雀王の復活を画策する大聖歓喜天、黄播星に操られた死人・倶摩羅、魔神軍荼利の画策により闇の大日如来と化した悲劇の姉弟オルガとオカン、裏高野退魔師でありながら闇に落ちた鳳凰、これらの敵と戦い抜いた孔雀は神の聖杯を巡るラストバタリオンとの最終対決へと向かう。しかし、その背後には双子の姉・朋子の姿があった。これら孔雀出生の秘密を縦糸とし、世界中のいろいろな神話をモチーフとした壮大な物語としてストーリーは最終局面へ向かうこととなる。なおヤングジャンプ・コミックス版全17巻のうち、連載上の最終回は16巻に収録されており、最終17巻は単行本未収録だった短編エピソードを中心にした外伝的な内容となっている。
『ヤングジャンプ』史上初の集英社青年漫画大賞に選出された作品であり、編集部の期待は大きく、読者にも受け入れられて大ヒット作となった（孔雀王の文庫版あとがきによると、第1巻の単行本初版は予約などを含め、発売からわずか数時間で5万部が売り切れたという。そのため「単行本が本屋に並んでいない」と勘違いして担当編集者と喧嘩寸前になったとのこと）。そのため、萩野にかかる負担も非常に多くなってしまい、「（本作連載当時は）もう、いつでも描くのを止めたいと思っていた。」と後に述懐している。

### 孔雀王 退魔聖伝
1990年から1992年にかけて『週刊ヤングジャンプ』にて連載された、前作『孔雀王』の続編。単行本全11巻、文庫本全7巻。
絵柄の変化はあるものの、慈空の右手が無い（前作の終盤で失う）、裏高野先代座主が行に入っているなど、本作は前作の続編として描かれている（これは『曲神記』の展開からも明らかである）。しかし、主人公がスサノオの生まれ変わりであることが示唆されたり（ただし、単行本10巻「行之八十四 宝の意志」で猿丸上人から「（スサノオの牙に）選ばれた」と言われており、同10巻「行之八十七 少名彦神」で少彦名神から「カギに選ばれし者」との言及がある）、前作とは多少の矛盾もある（『退魔聖伝』1巻でサタンが召喚されるが、前作でサタンの化身だった鳳凰ではない、など。ただ、鳳凰は無印16巻の「解脱」の回で成仏したのであり、『退魔聖伝』1巻終盤に出現したサタンが、本来の姿あるいは化身と考えられる）　。前作と同じく、当初は細かな退魔行エピソード、暗黒神テスカポリトカで、目玉の怪物を発端とした本作のメインストーリー「天津神との戦い」へと移行した。
物語の途中で突然連載が終了したが、後の作品である『怨霊侍』3巻のあとがきに、初めて打ち切りになって驚いた旨のコメントが書かれ、作者の認識として『退魔聖伝』は打ち切りではなかったことが明らかとなった。
『孔雀王』連載時はキャラクターがリアルなタッチで肉感的に描かれていたが、『ALGO!』連載を経て絵柄が変化し、『退魔聖伝』では前作と比べて頭部が大きく手足の細い、線が整理されたある意味デフォルメされたような絵柄となっている。この変化は後の作品でも進んだため（頭身が小さくなり、よりシンプルな線使いとなった）、『曲神記』では最初の『孔雀王』当時の面影はほとんどなくなった（作者自身も当時の絵に似せようとしたが、無理だったとのコメントがある）。

### 孔雀王 曲神紀（まがりがみき）
『週刊ヤングジャンプ』に2006年17号から2009年47号まで連載された後、『月刊ヤングジャンプ』の2009年12月号より同誌に移行するも、2010年3月号にて『退魔聖伝』と同様に物語の途中で突然連載が終了している。単行本全12巻。
『退魔聖伝』からの続きで、天津神と国津神の戦いを終わらせるため、「スサノヲの牙」を探す。『退魔聖伝』後半より4年後の世界であることが明らかになっている。

### 孔雀王ライジング
小学館の『月刊!スピリッツ』にて2012年5月号から2019年8月号まで連載された。2019年4月29日に作者は死去したが、最終話は病床で書き終えている。
少年時代の孔雀が裏高野に入門したばかりのころからを描いている、『孔雀王』の前日譚的作品。劇中の時代設定が1980年代前半ではなく現代であったり、孔雀の母親が魔族の女性（実は地蔵菩薩の化身）ではなく尼僧であったりするなど、『孔雀王』とは設定の異なる部分が見られる。

### 孔雀王-戦国転生-
リイド社の隔月刊誌『コミック乱ツインズ 戦国武将列伝』にて2012年12月号から2016年8月号（休刊号）まで連載され、同誌休刊にともない同社の『コミック乱』へ移籍して2016年12月号から2019年8月号まで連載された。2019年4月29日に作者は死去したが、最終話は病床で書き終えている。
『曲神記』からの続きで、呪いを受けて戦国時代（この世界自体も呪いによって歪んでいる）に降り立った孔雀が、己とこの時代の呪いを解くため、さらには阿修羅の歩む非業の未来を変えるために、若き織田信長や木下秀吉らと共に上洛を目指す。

## 登場人物

### 孔雀と仲間たち
本編における主要人物、孔雀と主に行動を共にする仲間たちを記述する。
孔雀（くじゃく）
全編にわたる主人公、裏高野の退魔師。師に慈空阿闍梨を持ち、裏高野での階級は第九階「中僧都」（ちゅうのそうず）。本名は明（あきら）と言い、父親はかつて裏高野を追われた退魔師慈覚、母親は闇の者をも救わんと永劫の行脚を続ける地蔵菩薩の化身、双子の姉は孔雀と同じく黄幡星（九曜の羅睺星と同じ）の宿命を持つ朋子（後の天蛇王）という出生の秘密を持つ。堕天使ルシフェルの生まれ変わり（初期作品では、孔雀明王とルシフェルは同一神という設定）。
守護神は孔雀明王で、その他の神仏の様々な法力をも自在に使いこなすほどの才覚の持ち主だが、普段はスケベで食べ物に強い執着を持ち、付き合いとあれば平気で酒を飲み、時にはパチンコすらやってのける生臭坊主。ただ、修行中の身のためか後述の師匠慈空とは違い、童貞であることが様々な場面から示唆されている。マヌケ振りも相当なもので、修行や退魔行に失敗することもしばしば。乗り物には弱く、車の移動では車酔いに苦しめられている。
孔雀王とは、邪教とも言われるヤズィード派の主神である。人類を救うために堕天したメレクタウス（マラク・ターウース＝文字通り「孔雀王」の意味）からきている。マラク・タウスとは彼に対する尊称で、アザゼル・サタンのこと。
『退魔聖伝』後半で20代半ば、『曲神紀』では20代後半のはずであるが、顔は幼くなっている。『戦国転生』では顎鬚を生やしており30歳前後。
また無印のラストで（朋子と融合・分離したため）全ての密法術を忘れてしまっており、以降のシリーズ（『ライジング』は除く）では新たに覚えなおした術を使っている。
『ライジング』では、13歳の少年。裏高野に新入門する沙弥として登場。入門する前から孔雀明王と結縁しており、仏像に宿るモノや普段は見えない守り本尊が見える。両親を通して人として生まれた「大孔雀王（マハーマ・コークイ）の化身」となっている。
阿修羅（あしゅら）
本作のヒロイン。孔雀を想う闇の血を引く金髪、碧眼の純粋なアーリア人の美少女。守護神は阿修羅王で、炎を自在に操る力を持つ。
故郷では魔神阿修羅の血を引く呪われた子として忌み嫌われ、産まれた時からずっと塔に幽閉されていたが、孔雀王が封印された地獄門を開ける鍵として六道衆の大聖歓喜天によって連れ去られる。大聖によって洗脳され、孔雀と敵対していたが孔雀の優しさによって心を呼び覚まされる。
大聖から救われた後は孔雀や慈空と一緒に生活しながら学校に通うかたわら、退魔行の手伝いをしている。
本来は明るく元気な少女で、『退魔聖伝』では小遣い稼ぎのために勝手に退魔行を行ったり、ファッションモデルに応募する等現代っ子っぽい一面もある。
登場初期の連載誌上では「初登場時に大聖歓喜天に犯され、以後も性調教を受け続け洗脳されているため、彼の命令に逆らえない。」となっていたが、単行本収録時にこの設定はカットされた上、連載誌上でも無かったことになった。
『退魔聖伝』終盤から異世界に囚われた住人になっている。彼女を救い出すことが『曲神紀』での孔雀の目標の一つである。
『戦国転生』では、ある一件から「丑寅の金神」として孔雀と敵対している感じになっているが、肉体を伊邪那岐に奪われた事で魂は霊山の堂にある阿修羅像の中にいる模様。
年齢は初登場時は12歳。無印の終わりで15歳。退魔終盤では17歳程度。
登場人物の中でも外見の変化が著しく、シリーズが変わる度にほぼ別人となっている。
慈空（じくう）
孔雀の師匠。裏高野では指導層である阿闍梨の地位にあり裏高野の退魔師の長でもある。
孔雀の父でもある慈覚の師であり、チベットで出会った幼い日の孔雀から忌まわしき事件の記憶を封印した。
師匠だけあり、その知識と霊力は孔雀を遥かに凌ぐ。
普段は阿闍梨の地位を捨て下山先の荒寺で暮らしており、大酒は飲むわ女は買うわの生臭ぶりでも孔雀を上回る。大した精力家であるらしく、一度赴くと居続けて孔雀に迎えに来させる（ついでに金も持ってこさせる）ことも珍しくない。
『退魔聖伝』後半で襲撃を受け、現在生死・行方共に不明。
王仁丸 太郎邪（おにまる たろうじゃ）
悪名高き呪禁道家である王仁丸一家の長兄であり、金で呪殺を請け負う呪禁道士で式鬼の使い手。ある事件により孔雀と決闘し「甘いヤツ」と見下しながらも孔雀を認める。
一見冷たいように見えるが、人情に厚く数々の孔雀の危機を救っている。守護神は大黒天（作中では大暗黒天と称される）。
強靱な肉体と霊力を持ち、孔雀とは良きライバル・腐れ縁にある（時には子供っぽい喧嘩も）。実は鬼と人間の女との間に生まれた半人半鬼であり、その闇の血を狙われて故郷の村を軍荼利に滅ぼされている。
太郎邪という名前は、単行本では曲神記7巻が初出。初期の設定では「王仁丸」という名前は、呪禁道の村の言い伝えで人と鬼との間に生まれた子供が呪禁道師と鬼供の長になり、その子供にだけ付けられる特別な名前という設定であった（現在のように姓の扱いではない）。
黄 海峰（こう かいほう）
中国に古代より伝わる呪術集団「黄家仙道」の仙道士。中国人民解放軍少佐の肩書も持っている。父は天道神君と呼ばれる黄家仙道の党首・無上。兄は天道士・黄太元。霊剣「獅咬剣」を武器とする。
屍解仙の事件で孔雀と共闘し、その後の軍荼利編では父の命により、人工の孔雀王として作られたオカンの命を狙い孔雀と戦うが、最終的にはオカンとオルガを救うために孔雀と共に六道衆と戦う。
非情になりきれない優しい性格であり孔雀の姉、朋子と愛し合うことになる。しかし六道衆により天蛇王として蘇った朋子を救いきれず、身も心も闇に堕ち八葉の老師・文殊菩薩へと成り代わる。無印の最終決戦では孔雀の前に立ちはだかるが、朋子を救うために自分も消滅することを覚悟で最終密法、金剛界四印会の最後の一人となる。闇を取り払われて生き延び、戦後は再修行の日々を送っていたが、孔雀によって最後に救われた朋子を託され、共に暮らすようになる。
『退魔聖伝』には登場しなかったが『曲神紀』で再登場。軍からも退き、一介の農民として妻子と共に暮らしていたが、イザナギに連れ去られた息子、明星を取り戻すため、孔雀と共に行動する。

### 孔雀と血縁のある人物
孔雀と血縁関係にある人物を列記する。
朋子（ともこ）
孔雀の双子の姉で同じ黄幡星の御子、闇曼荼羅の中心に立つ天蛇王の宿命を背負った女性。
幼いころは父慈覚や孔雀と共に裏高野からの刺客から逃走する日々を送っていたが、八葉の老師の策略により、父や弟と引き離され、当てのない孤児としてさまよっている内に、ジークフリート（六道衆によってサイボーグ化されたアドルフ・ヒトラー）に拾われ育てられる。
幼少時のショックから記憶を無くしており、人形のような生活を送っていたが、アシュラや黄との出逢いにより人の心の温かさに触れて、黄と愛し合うようになる。しかし父慈覚のミイラと対面したことで、過去の忌まわしい記憶が蘇り、真の天蛇王として覚醒する。
最終決戦後は黄と共に中国で暮らして息子「明星」を産むが、明星を狙うイザナギによる呪いをうけて仙境に保護されている。
『ライジング』ではチベットでおきた飛行機事故で死亡したとされており、登場せず。
慈覚（じかく）
孔雀と朋子の父親、慈空の弟子で当時、裏高野最強と言われた退魔師である。
日に日に強大になる闇の力を憂い、孔雀王を復活させようと自ら冥界に入るが、孔雀王の魂がすでに死滅していたことに絶望する。その時に、ある魔族の女に救われ愛し合い、黄幡星の御子である孔雀と朋子をもうける。
妻と別れた後は、たった一人で裏高野の刺客と戦い続けるが、あてのない逃避行に疲れ果てたところを八葉の老師につけ込まれ、その手で朋子の心を殺してしまう。その後、自責の念にさいなまれながら即身仏となり、天蛇王に殺された孔雀に命を与える。
朋子と孔雀の母　/　冥道（みょうどう）
慈覚が冥界で出会った魔族の女性、その正体は全ての亡者を救おうと地獄を彷徨う地蔵菩薩の化身である。鳳凰の策略で冥界に落ちた孔雀に希望を託し現世に送り出す。
『ライジング』では太平洋戦争当時の尼僧で、護り本尊も当然地蔵菩薩。戦争の影響から現世との距離が近くなった地獄に潜って迷う魂を救っていた。

### 裏高野
弘法大師空海を祖とする真言宗（真言密教）総本山の高野山の裏に存在し、一般の人間にその存在は知られていない。この世から一切の魔を祓うことを使命とする。強力な守護神と密法を使う退魔師と、実戦部隊「五輪坊」を擁する。
「ライジング」で五輪坊は海外に出ていた日光が組織した私設部隊となっている。
日光（にっこう）
裏高野の座主「薬師大医王」の息子にて、第二位の階級、権大僧正の位を持つ裏高野の若きリーダー。実戦部隊「五輪坊」の首領でもあり、幼きころより父、薬師大医王より闇を滅ぼすことを命じられ裏高野の指揮を取っていた。最高神大日如来を守護神としているため、並はずれた霊力を持っており、すでに子供のころから当時最強の退魔師であった慈覚を圧倒する程の力を持っていた。
敵に対しては一切の妥協を許さない性格で、鳳凰の野望を食い止めるために禁断の兵器である阿修斗羅（アストラ）を持ち出し、裏高野ごと吹き飛ばそうともした。
天蛇王との決戦後は裏高野の座主となり、御山の再建を果たす。
『退魔聖伝』では裏高野崩壊時、孔雀に後を託して天の岩戸に消える、その後の消息は不明。
『ライジング』では守り本尊が日光菩薩となり、血縁に拠る禅譲ではなく実力で裏高野座主となることを目指し、そのためならば腹違いの妹である月読を排除することも厭わない野心家として描かれている。少年時代に孔雀王と結縁しようと地獄へ赴くが、当の孔雀王に門前払いされたことがあり、自身が灌頂できなかった孔雀明王と結縁した孔雀に強いコンプレックスをもっている。鬼ヶ島学園に開いた地獄穴を利用して刀跋毘沙門天こと「金剛夜叉明王」と結縁しようとしたが、孔雀に阻止され裏天台・六道会とまで組んで闇曼荼羅を完成させようとした。覚醒した倶摩羅の影響で魔物に堕ちかけるが、唯一の肉親である月読との和解によって救われる。
月読（つくよみ）
裏高野女人堂の主。裏高野の座主「薬師大医王」の娘にて日光の妹。生来の盲目であるが、常人では見えない物を見ることができる。守護神は月光菩薩。兄、日光とは違い父、薬師大医王より闇の子を救う使命を与えられていた。
また後述の鳳凰の母親も同じ名前で、先代の裏高野女人堂の主である。
盲目のはずだが、『退魔聖伝』では格闘を行ったりするなど、目が見えているような描写がある。
『曲神紀』において、大酒呑みで歌が壊滅的に下手なことが明かされた。持ち歌はブルーハーツ。
無印のころから孔雀を想い、阿修羅と並ぶもう一人のヒロインとしての位置付けをされていた。
『退魔聖伝』では天津神のオモイカネによって肉体を操られてしまうも、日光の尽力でオモイカネが倒されたことで元に戻り、孔雀たちと一緒に出羽三山に避難する。この一件から、もっと強くなるために今まで長髪だった髪を切って出羽三山で孔雀と別れた。
『曲神紀』の終盤に、本物のアメノウズメに導かれる形でアイドルとして出雲にやってくる。
『ライジング』では日光と対立するが捕らえられ、倶摩羅を覚醒させる贄にされた。覚醒した倶摩羅の影響で魔物に堕ちかけた日光を「唯一の肉親」としての愛情と許しによって救い、和解した。
鳳凰（ほうおう）
孔雀と同じ、裏高野第九階中僧都の退魔師。
守護神は、神鳥ガルーダ＝迦楼羅王とされ、孔雀同様に空中飛行呪が使える実力者だが、真の姿は、魔族に身も心も売った闇の側の人間。八鋒輪鈷杵を武器としている。その名の示す通り、ある意味孔雀と対になるキャラクターで、孔雀に宿る孔雀王のかつての盟友であった大魔王（堕天使）サタンと同化、その生まれ変わりとなり、孔雀とは孔雀王の宿敵である天蛇王朋子以上に激しく果てしない戦いを繰り広げることになる。
父は当時裏高野最強の退魔師であったが、ある退魔行の失敗により薬師大医王により追放されている。彼が女人堂の先代主・月読を強姦して産ませたのが鳳凰である。赤子の内に母と共に裏高野を出たが父親によって連れ去られ、少年時代に死んで当然の修業を課されるも父親を殺害する。
闇の側として六道衆と行動を共にするが、独立心が強く、最終的には孔雀たちはおろか朋子までも殺そうと画策している。最強の力を得ようと曼荼羅の神々の力を無制限に受け入れようとするが、肉体がそれに耐えきれず暴発してしまう。しかし孔雀の智拳印の力で徐々に闇の心が洗い流されていき、最終的には解脱してこの世を去った。
薬師大医王（やくしだいいおう）
裏高野全てを統べる座主、日光と月読の父親。
黄幡星の復活により、その時産まれた子供たちを「闇の子」として全て抹殺せよとの非情な命令を下す。その一方、光の力だけでは世界は救えないとも理解しており、月読に闇の子を救う使命を与えた。
鳳凰の変により裏高野が崩壊する時は日光たちに後を託し、冥界の門をふさぐため即身仏となる。
『退魔聖伝』でも登場しているが、無印より数年が経過しているにもかかわらずまだ即身成仏を果たしておらず、性格もシニカルで無情な人物になっており、最終的に孔雀によって殺害された。
嵐（らん）
裏高野の実戦部隊「五輪坊」の「風」の部隊の頭領、男装しているがれっきとした尼僧である。守護神は風天神。「紫雲糸」と呼ばれる鋼をも裁つ糸を武器にして戦い、その力は軍荼利の軍団をも全滅させる程。部下である五輪坊を殺されたことで同じ頭領である雷火と共にオカンを狙う。
実は軍荼利によって産み出された闇の子の一人であり、背中に六道衆の紋章がある。王仁丸とはオカンを巡る闘いで出会い、同じ境遇を背負うことから互いに男女として惹かれ合ったこともあったが、軍荼利戦以後は特に二人の関係を描く描写はない。
『退魔聖伝』では女人堂で月読の警護に任じていた。裏高野の異変を慈空に伝えるが重傷を負い、慈空が襲撃された後は行方不明となる。
『ライジング』では守護神（守り本尊）が風天神から伊舎那天に代わり、孔雀よりも6歳も年上で武道を学んではいたが、普通の家庭出身という設定。最終話では少なくともアラサーに突入したはずだが、裏高野女人寺で月読の補佐をしている。
雷火（らいか）
裏高野の実戦部隊「五輪坊」の「火」の部隊の頭領。雷電鼓が武器。
嵐と共に部下を殺したオカンを狙うが、シャンバラに登ったオルガに殺されてしまう。
薬師十二神将（やくしじゅうにしんしょう）
裏高野最強の実戦部隊。実質的リーダーは宮毘羅（クビラ）で他11人のメンバーを率いている。
大聖による阿修羅復活を阻止すべく、孔雀と共闘する。大聖との戦いで次々とメンバーを失っていくが、「薬師瑠璃光背扇陣」などの連携奥儀で大聖を追い詰め、最期は宮毘羅が自己を犠牲にして「薬師瑠璃光光炎弾」で大聖に突撃し、大聖に致命傷を与えた。しかしこの戦いで十二神将は全滅した。
『ライジング』では薬師十二神将それぞれを守り本尊とする密法僧（判明しているのは猛亥と申孫）が十二神将を名乗っている。
慈海（じかい）
慈空の師、齢140年を越える裏高野唯一の大阿闍梨。天蛇王復活の鍵である聖杯の所有者。
龍山寺で五穀断ちの千日行をしていたが、ラストバタリオンの襲撃を受け聖杯を孔雀に託す。
半ば死した状態でありながらその霊力は凄まじく、九字発勁でラストバタリオンの大軍を壊滅させるが八葉の化身となったカール・ハウスホッファーに敗れる。
『退魔聖伝』には若き日の慈空を諫める壮年期の姿が描かれている。
持明院五法神（じみょういんごほうしん）
「最後の光の守護神」を名乗る集団。何者にも支配されない独立部隊で、他の裏高野とは行動を共にしない。
般若、大威徳、不動、降三世、勝三世の五名から成り、最終決戦に向かう王仁丸と合流した。唯一の女性である般若がリーダー格。
大日如来を守る最後の要とされ、全てが憤怒相を持ち光の神々の中では唯一恐怖と力のみで魔を打ち払う存在。そのため、五法神が出陣する時は破壊の力でなければ世を救えない最終事態とされている。
八葉の老師および天蛇王との闘いで全滅した。

### 六道衆
蛇の紋章を持つこの世に六道魔界を建設することを目論む闇の密法集団。裏高野の宿敵であり孔雀王の血を引く孔雀を狙う。
闇の大日如来編では、遙か太古に地球に飛来した高度な機械文明を持つエイリアンとも取れる演出があったが、邪悪な神に操られた者（倶摩羅）、暗黒面に堕ちた末に魔物に魂を喰い尽くされた密法者の成れの果て（羅誐）、呪術や古き神の血を引く者たちの交配によって作り出された（オルガとオカン、軍荼利）と説明されるなど、神話・宗教的なものに落ち着いている。
『ライジング』では六道会という魔仏によって作られた闇曼荼羅完成を目指すカルト団体として登場。会に忠誠を誓うことで転生とそれによる地位と力の積み重ねによって、末法の後に作られる新しい世界の神々になれるとされている。
大聖歓喜天（タイセイカンギテン）
象頭の魔人である六道衆、アシュラを利用して封印された地獄門を開きその奥に眠ると言われた孔雀王の復活を企む。
冷気を操る密法を使い、裏高野最強の実働部隊と言われた薬師十二神将を壊滅させたが、孔雀と心を取り戻したアシュラによって敗れる。
倶摩羅（クマラ）
孔雀王を崇める教団「光翼教団」の教祖であり、自ら孔雀王の化身を名乗る。
黄幡星の御子であり、十数年前に裏高野によって殺される所だったが、夜叉王の手によって救われ、六道衆によって孔雀王の生まれ変わりとされる。
光翼によって死人を操る術の他、孔雀と同じく孔雀明王呪を使いこなし、一度は孔雀に勝っている。
実は死人であり、その命は十数年前に慈空によって奪われているが、同じく裏高野によって殺された子供の怨念と、黄幡星自身によって動かされていた操り人形であった。
「ライジング」では裏天台上僧として登場。仏闘試合いで孔雀と戦い、結果として孔雀が破門となる原因となる。その後、日光から手を組むことを求められるが、地獄に落ちた不空によると孔雀との戦いに敗れて死んだ。地獄に作られた闇曼荼羅の中心に姿を写した人形として安置されていた。仏像として力だけを与えられた自身の存在自体が間違っていたと語るが、孔雀・慈覚・冥道の3人に家族として受け入れられることで成仏した。時間を遡って現世に帰還した孔雀と改めて対決。本来の姿は堕天使ルシファーであり、孔雀同様に「人として生きなおすために転生した」という事実を思い出した。死をもって過ちを清算しようとするが、それを止めた孔雀と仲間たち全員と友としての誼を結ぶ。最終話では次期裏天台座主最有力候補される「大師」となっており、孔雀の退魔行に便宜を図るなど協力関係を結んでいる。
夜叉王（やしゃおう）
倶摩羅の僕であり、かって裏高野五大明王の一人に数えられた密法者。守護神は金剛夜叉明王。
黄幡星の御子であるというだけで子供たちを殺す裏高野に逆らって幼い倶摩羅を連れて逃げつつも慈空の手によってとどめを刺されたが死人として復活し以後は倶摩羅に従う。
死人となりながらも人の心は失っておらず、倶摩羅に敗れた孔雀を救い、最後は孔雀に全てを託して死ぬ。
「ライジング」では裏天台の僧として登場するが、登場しただけで活躍は無し。
羅誐（ラーガ）
倶摩羅の側近の女、正体は六道衆の愛染明王であり「天弓」と呼ばれる密法を使い、五輪坊「地」の部隊を全滅させる程の力を持つ。
倶摩羅こそが復活した孔雀王と信じており、倶摩羅が孔雀王として即位した暁には自らは八葉の位につくことを夢見ていたが、王仁丸と慈空によって倒される。
軍荼利（グンダリ）
六道衆八大明王の一人、その正体は帝政ロシア末期、権力をほしいままにしたラスプーチンであり自らを神の人（スクレツ）と呼ぶ。ロシアの凍土で人造的に孔雀王を誕生させるべく世界中から闇の血を引く子供達を集めていた。
崑崙編にて己のクンダリーニチャクラを使い嵐と王仁丸を追い詰めるも、自分が人造の魔神であることに気づかずチャクラを使ったため自滅した。
オルガとオカン
ツングースのとある寒村に住む姉弟。弟のオカンに闇の血が流れていることに目を付けた軍荼利と六道衆によって、人工的に孔雀王が造り上げられようとしたが、姉・オルガによってその手を逃れ、日本に行きつく。オカンは富士の冥穴に潜み孔雀王として覚醒しようとするが、孔雀の命がけの説得により元の心優しい少年として生まれ変わる。
しかし六道衆は次にオルガの中に流れる闇の血に目を付け、彼女を天蛇王として覚醒させることに成功。心を失ったオルガは孔雀に襲いかかるが、オカンの捨て身の攻撃によって人の心を取り戻し、オカンと共に絶命。
その後孔雀王たるオカンと天蛇王たるオルガの二人の魂が合一し、最強の魔神・「闇の大日如来」が誕生するが、所詮六道衆による造り物の魔神に過ぎず、真の孔雀王たる孔雀によって破られる。
闇曼荼羅の魔神達
朋子により覚醒させられ、闇の盟主・天蛇王に付き従う数百体の魔神の群れ。闇の世界を渇望する。一体一体が強力な神であり、数体で戦車を含む中国軍数個師団を壊滅させる実力を持つ。
八葉の老師
「闇の管理者」を名乗り、六道衆を司る8人の謎の魔神たち。
この世の始まりから生き続ける不死の神々で、孔雀王の力をもってしても倒すことはできない。六道魔界を築き上げるために様々な刺客を孔雀に仕向ける。
そのうちの一人、文殊菩薩（カール・ハウスホッファー）のみ聖槍で倒され、空位になったその席は黄海峰が座ることとなったが、最後は海峰が裏切り、八葉の陣が崩れた隙に金剛界四印会の陣で滅殺された。

### 龍神族
六道衆の眷属の1つであるが、魔族でありながら唯一光を信ずる心を持っていたため、光と闇どちらの陣営からも蔑まれ、地底の奥でひっそりと暮らさざるを得なかった。地に住む地龍族と海に住む海龍族の2種族に分かれている。全員戦闘種族であるためか兵士の姿をしており、人の姿でありながら背中に龍の翼を持ち、飛ぶことができる。これは仮の姿であり、真の姿は兵士全員巨大な龍となる。
金龍（キムヨン）
地龍族の少年で、孔雀が最初に出会った龍神族。名前の由来は、龍神族の最高神金龍から。
天蛇王に破れ魂の抜け殻と化した孔雀を匿い、最終決戦では金剛界四印会の陣に参加した1人となった。
黄龍
地龍族の長老。孔雀を龍神族を救う大極の王の器を見出し、ロンギヌスの在処を教えた。
龍姫（ヨンヒ）
若年でありながら海龍族でもかなり高い地位にいると目される少女。
最終決戦では金剛界四印会の陣に参加した一人となったが、守護印が金龍と同じ龍王印だったため、二人で一人分だった。
青龍
海龍族の長。龍神族最強にしてロンギヌスの槍の守護者。相手の力に応じて自身の姿と能力を変化させることができるが、本来の姿は非力な老人に過ぎない。

### その他（人間）
山本 最澄（やまもと さいちょう）
孔雀が依頼された退魔行で訪れた寺の住職の息子。金勘定ばかりの生臭坊主な父親・月蓮に反発してグレていたが、父親の命を狙う王仁丸と戦う孔雀の姿（いわく、「ほんまもんの坊主」）に心服して舎弟となり、以後何度か登場する。
ミル・ベグ
孔雀王を信仰するイエディ族の宗主（カリフ）で、闇の魔神を封印した闇曼荼羅を擁する城・孔雀城を守護していた。守護神は虚空蔵菩薩。
最終決戦では金剛界四印会の陣に参加した一人となった。

### その他（人外堕ち）
黄泉御前（よみごぜん）
戦国時代に歩き巫女を支配していたという呪術師。徳川家康によって七福神の呪力を以って封印・追放されたが流れ着いた孤島で復活するための機を窺っていた。
美童（びどう）
ある宗派で大僧正にまでなり入定したが、その心には死を拒む心があった。尸解仙と化して神降ろしの秘宝を盗み出し、古代の神・蚩尤と一体となろうとした。

### 『退魔聖伝』『曲神記』から登場した主要人物
『孔雀王』の続編である『孔雀王 退魔聖伝』と『孔雀王 曲神記』から登場した主要人物

#### 人間
服部 遮那（はっとりしゃな）
『退魔聖伝』から登場。能楽宗家の父を持ち、生きながら冥界と交信を持てる幽玄の子。鬼を操る鬼一法眼刀を持てる唯一の人間であり、それを悪用しようとした鬼人である鬼道会の蛾王に誘拐されてしまう。
これが原因となり源義経の悪霊に憑依され体を乗っ取られ、義経の邪悪な意思により京都の鬼門を開き、魔界の化け物によって地上を地獄に変えようとする所を孔雀達が阻止。退魔により救われた。
この出会いがきっかけで、しばらく慈空の寺に預けられることとなる。
寺にいる間は阿修羅によって雑用係として散々こき使われ、小遣い稼ぎを企んだ阿修羅によって孔雀のフリをさせられ退魔行を引き受けてしまったこともある。その退魔行で自身の能力である「神楽舞」に開眼し、修行も兼ねて孔雀の退魔行に同行するといった「孔雀の弟分」という立場になり、阿修羅は逆に寺の雑用一切を引き受ける羽目になった。
その後、能楽師の修行のために別れるが、『曲神紀』で孔雀と6年ぶりに再会し現在は孔雀一行とともに牙探しの旅をする。
武蔵坊弁慶
源平合戦において源義経に従い戦ったとされる元僧兵。その正体は左道呪術よって作り出された人造人間であり、史上最強の鬼とも呼ばれる。
元は魔物に攫われて脳や臓物のみの状態で辛うじて生きていたところを西行法師に拾われ、身体を作ってもらい育てられた。長じてから天台山に預けられるが、出自を知られたことで追放されるも西行に千手観音の功徳による「人間になる方法」として千本の刀狩りを示され、その最後の一本が義経の持つ鬼一法眼刀だったため、従っていた。義経を葬った孔雀と戦ったのち和解。降臨した千手観音と孔雀による千本斬りによって成仏した。
蓮華（れんか）
『退魔聖伝』から登場。チャクラムを使いこなす裏高野女人堂の女退魔師。守護神は勢至菩薩だが護符を使うことで、あらゆる神の力を使うことができる。
自惚れが強い性格で自分を認めようとしない裏高野に反感を持ち、裏高野を飛び出してしまう。しかし、吸血鬼のジル・ド・レエから、友を信じることと戦人の誇りを学び改心する。
裏高野に戻り修行をしていたが、ツクヨミ（ツキヨミ）の裏高野乗っ取りの際に殺されてしまう。心臓を抜き取られ、天津神の意のままに動く操り人形と化した蓮華は、神々の踊り子アメノウズメに。
宣導涼子
『退魔聖伝』で登場。この人物が孔雀に仕事を依頼したことから現在まで永く続くこととなる「天津神編」が始まる。
人犬（ひといぬ）の大咬に襲われ命を落とすが、国津神のタケミナカタにより鬼部村に運ばれる。
鬼（もの）の王であるスサノオ復活の鍵を握る重要人物の1人だが現在は生死不明で行方不明。曲神記でやっと鬼部村が登場するがその時も姿を見せていない。
ジョージ チャキリス ハーン
『退魔聖伝』から登場。ギリシア人の民族学者。孔雀と最初に出会った時は、十六夜太夫と一緒に暮らしていたようだが詳細は不明。
日本では「大泉八雲（おおいずみやくも）」と名乗っているが、孔雀達には「ハーン」とお呼び下さいと言っている。
『退魔聖伝』ラストでは孔雀・少彦名神と共に3人でスサノオの牙探しの旅を始めたはずだったが、『曲神記』では別行動をとっていたらしく孔雀一行とは無関係の話で一度しか登場していない。
阿久谷（アコヤ）
『退魔聖伝』で登場。出羽三山の修行僧。
大法頭層都から裏高野にいる蓮華を連れて来るように頼まれ、丁度ツキヨミによる裏高野乗っ取りの騒動に巻き込まれ投獄されていた所で丁度同じく投獄された孔雀と出会う。
共に乗っ取られた裏高野を脱出するために協力し、オモイカネによる呪縛を解かれた月読を救出しつつ無事脱出する。
その後は出羽三山で月読に武術の稽古を付けたり、月読が出かける時は常に行動を共にするボディーガード的存在になっていたが、『曲神記』では登場していない。
特技として、ネズミと会話することができ、ネズミたちを使った行動ができる。
猿丸上人（さるまるじょうにん）
『退魔聖伝』で登場。出羽三山など羽黒全山の修行僧や鴉天狗部隊すべてを束ねる大法頭層都（だいほうずそうず）。天狗のような風貌をしている。
孔雀にスサノオの牙の力の本質や恐ろしさを教え、その力に苦悩する孔雀に進むべき道を示した人物。
荒川
『曲神紀』で登場。年増の水泳教師。過去にオリンピックでメダルをとった栄光が忘れられず、現状の水泳部と自分の不遇に悩む。「口惜しい」が口癖。
心の隙を曲神につかれ乗っ取られる。しかし最後は生徒を想い異世界から救い出した。
黄 明星（こう めいせい）
『曲神紀』で登場。黄と朋子の息子で、つまり孔雀の甥。神仙の生まれ変わりでありスサノオの化身とされる。
両親にかけられたイザナギの呪いを解くために、あえてイザナギの義理の息子となっている。『曲神紀』での最重要人物の一人。
王仁丸 六角（おにまる ろっかく）
悪名高き呪禁道家である王仁丸一家の末弟。つまり、王仁丸（太郎邪）の弟。
長兄である太郎邪の指示により、孔雀達に危機を知らせに現れ行動を共にすることになった。
長兄の太郎邪が正当な「式神＝妖怪・俗神」使いなのに対して、六角は「死鬼神＝死霊」を使役する。
曲神記6巻のあとがきによると王仁丸兄弟は6人兄弟であること、六角は「怨霊侍（おんりょうじ）」に出ていた王仁丸 六角と同一人物であることが明かされている。
ただし、怨霊侍3巻の初版本では「王仁丸 八角」となっている。

#### 国津神
大咬太夫（おおかみだゆう）
『退魔聖伝』から登場。目魂一党（オモイカネ）の下で働く暗殺者の一人で現在の犬神統の次期統主。
黒いスーツに身を固めた伊達男だが、本性は人犬（ヒトイヌ）と呼ばれる獣人。
人犬とは太古の天津神侵攻の際、国津神を裏切った鬼の一族であり、眷属と呼ばれているが実際は天津神の奴隷に近い。
満月の夜にはその月の霊力により不死身の大口真神（おおぐちまがみ）に化身することができる。
妹の十六夜太夫によるとかなりの英国かぶれらしい（狼男の本場がイギリスだという理由で）。
曲神記では、他の統の眷属と共に蠱毒結界を張り、孔雀から牙を奪おうとした。しかしそれはツキヨミの計画であり、他の眷属は死に、自身も左手と両足を失った。その後、隠し持っていた牙を孔雀に渡し、自身は十六夜太夫に運ばれていった。
建御名方（タケミナカタ）
『退魔聖伝』から登場。スサノオの血を引く直系の子孫であり現在の国津神の長。天津神の手よりこの国を奪いかえそうとしている。
現在の国津神最強の戦士であり、巨大な鬼に変化することができる。
手足を自在に切り離して攻撃することができ、人間状態でもその力を使うことができる。
仲間や一族に対する思いは強く、ツキヨミとの一騎撃ちではその点を突かれ敗北するが、明星によって救われる。
下照比命（シモテルヒメ）
建御名方（タケミナカタ）の異父妹。『退魔聖伝』から登場していたが名前と設定は『曲神記』で明かされた。
猫のような獣人に変化することができ、敏捷性に優れた攻撃を得意とする。
ツキヨミの手で曲神にされるが、孔雀によって救われ以後は孔雀たちと行動を共にしている。
名前は下照比命（しもてるひめ）だが、孔雀達には「織姫（おりひめ）」と呼ばせるようにさせている。
あっけらかんとした性格で「〜ニャ」が口癖。TVの恋愛ドラマが好きで勝手にワンセグ携帯を買ったこともあった。
孔雀に惚れており「あたしの彦星様」と呼んでいる。
十六夜太夫（いざよいだゆう）
『退魔聖伝』から登場。大咬太夫の妹。
『曲神記』で再登場したが、『退魔聖伝』のころとは姿や性格がかなり変わっている。
兄の件での恩を孔雀に返すため、現在は一時的に孔雀一行と行動を共にしている。
スサノオ
古代最強神であり、国津神・鬼（モノ）の祖先。
詳細不明であるが、鬼（モノ）の形態にあるものはあらゆる天津神を怯えさせ、アマテラスでさえ逃げ隠れしてしまう。しかし、最終的には天津神によって滅ぼされ、その牙だけが受け継がれることになる。その牙を全て集めスサノオの力を身に付けることで、この世のあらゆる宗派の神を消せる力を持つことができるとされる。
童子姿のスサノオはイザナギによって破壊されたとされるが、上記のスサノオと同一神であるかも含め、シリーズのミステリーになっている。
地伏（ヂブセ）
『曲神記』で登場。表の顔は警察署長だが、犬人と呼ばれる獣人。
犬人とは、眷属が獣と交わり、人を食らうようになって生まれた種族であり、犬神統の飼い犬である。
大咬太夫の命令で孔雀を逮捕し、一族と共に下照比命と少彦名神を襲ったが、少彦名神が呼んだ久延毘古に一族を倒され、一人逃げ出す。その後ツキヨミと遭遇し、曲神の材料にされた。
呉公太夫（ムカデダユウ）
『曲神記』で登場。啓蟄統の眷属。
蠱毒結界の中で孔雀と戦い、秘術「式紙憑き」で孔雀を翻弄するが、紙に害虫殺しの毒呪符を書かれて敗れた。さらにその死体は罠に利用された。
式紙憑き
紙と一体化する啓蟄統の秘術。傷を受けても、別の紙に乗り移ることでダメージを失くすことができる。
毒蜂太夫（ドクバチダユウ）
『曲神記』で登場。飛天統の眷属。
飛天統の殺し巫女を自称し、孔雀と対峙。その際に服を脱ぎ捨て、Tバックのみの姿となる。その後、秘術「甲殻羽化」によって姿を変え、尾の先の毒針で孔雀を刺すことに成功する。しかし、隙を突かれて捕まり、自身の尾を口に刺されて敗れた。
甲殻羽化
飛天統の秘術。ダメージを受ける度に肉体が肥大化していき、やがて蛹になる。その際に受けた相手の力を外骨格に変化させ、蜂と人間を掛け合わせたような姿になって羽化する。
庚申太夫（コウシンダユウ）
『曲神記』に登場。猿楽統の眷属。
孔雀が仕掛けた罠にかかり倒れた所で、長縄太夫に身体を乗っ取られ、鵺となった。その後、身体を操られて捨て身の呪術「三尸封印の怨呪」を放ち、そのまま絶命した。
三尸封印の怨呪
捨て身の呪術。自身の目と耳を潰し、口を裂くことで、相手の視覚と聴覚を麻痺させ、口を利けなくする。
長縄太夫（ナガナワダユウ）
『曲神記』に登場。竜蛇統の眷属。
蠎蛇（うわばみ）の術を使って庚申太夫の身体を乗っ取り、鵺となって孔雀を追い詰めた。その際蛇の姿になっており、孔雀が投げた牙を奪おうとした隙を突かれ、頭から独鈷で刺された。

#### 天津神
思兼神（オモイカネノカミ）
『退魔聖伝』で登場。この世の原初から存在していた別天津神であり、天津神に協力した知恵の神。
目魂事件の黒幕であり、最初に登場した天津神でもある。智恵の神と称するだけあってあらゆる術に精通しており、孔雀以上に密法を使いこなす。
またアマテラスを守らせるために虚空蔵菩薩を装った姿で若き空海を騙して裏高野を作らせた挙句殺害した張本人である。
その正体は脳髄と目玉だけの化け物であり何千年もの間、肉体を変えて生きながらえてきた。裏高野乗っ取りの際は月読の肉体に憑依するが、日光によって脳を粉々にされて息絶える。
ツキヨミ（ツクヨミ）
（上の月読と区別するためにカタカナ表記）
『退魔聖伝』から登場。実質的な天津神の頭領。月読と同じ名前と髪型だが、性別は男。
裏高野の奥に眠るアマテラスを復活させるため、裏高野を乗っ取る。三種の神器を揃え、アマテラスの眠る岩戸を開けることに成功するも日光の策によりアマテラス復活を阻止され失敗。
その上、孔雀の術により顔面を負傷し、以後仮面を付ける。
アマテラスの復活に失敗後、アメノウズメとなった蓮華とともに各地の天津神を復活させる。
『曲神紀』からは名前の読み方が「ツクヨミ」から「ツキヨミ」となり、月蛾と呼ばれる蛾を使って、様々な曲神を誕生させ孔雀に送り込む。
また一度死んだ人間に命を与えて、自らの奴隷とすることができる。
『退魔聖伝』では月光菩薩真言を唱え、氷や冷気の術を使用していたが、『曲神紀』では蛾の姿にイラストがアレンジされると共に能力も蛾の能力が使われている。
アメノウズメ
上記の蓮華がツキヨミによって新たな命を与えられた姿、神楽を舞うことで眠っている天津神を呼び起こすことができる。
蓮華としての記憶や人格はすでに無く、ツキヨミの忠実な僕となっている。
本物のアメノウズメ
『曲神紀』の終盤に登場。月読に依頼して一緒に出雲へやってきた。その正体はホノカグツチの亡骸から生まれた「火の山津見八乙女」のうち、八千矛に殺されなかった最後の一人。スサノオの牙の最後の一つを持っていた。

アマテラス
『退魔聖伝』から登場。天津最高神の一人でツキヨミの姉神。
ツキヨミによる裏高野乗っ取りの際に、二千年ぶりに復活を果たそうとするが、孔雀と日光により阻止される。
ツキヨミの過去の話として、過去のアマテラスは『曲神記』でも少し登場しているが容姿は異なっている。
少彦名神(スクナビコナノカミ）
『退魔聖伝』から登場。この世の原初から存在していた別天津神であり、国津神に協力した知恵の神。
蛾のような羽が生えており、非常に小さく、人間の頭ほどの大きさ。姿を消すことができる。
他界渡りの神馬を作るために妖魔を作り出していたところに、その妖魔の件の依頼を受けた孔雀がそこに訪れたことで出会う。
孔雀がスサノオの牙に選ばれた者であること、そして孔雀の目的がこの世から神を消し去ることだと知ると、神々の最後を見届けたいとの思いから孔雀の仲間となり孔雀とともにスサノオの牙を探す。
どうしようもない程の酒好きで、この酒代のために孔雀は拝み屋をさせられることがある。
若いころのイザナギに創造の智恵を授けたこともあった。
道陸神（ドウロクジン）
『曲神記』で登場。ツキヨミのことが嫌いな天津神で少彦名とは古き友。
本当は戦いを好まない気の良い神である。ツキヨミの月蛾により曲神にされ孔雀に襲いかかるが、孔雀によるスサノオの牙の力で救われる。
底筒之男（ソコツツノオ）
『曲神記』で登場。天津神の一人。
一応、ツキヨミやアマテラスの兄神だがツキヨミのことを「ツキヨミ様」と呼んでいるので立場は下のようである。
ツキヨミの月蛾により曲神化し、人間の荒川に憑依し孔雀に襲いかかるが、スサノオの力による孔雀の黒い発勁により曲神化が溶け、乗っ取っていた荒川の身体から出て逃げ出した。
毒茸彦（ドクタケヒコ）
『曲神記』で登場。ツキヨミの配下、天津神 八十禍津日神軍（ヤソマガツヒしんぐん）の一人。
猛毒を使い孔雀達を苦しめたが織姫の協力もあり、最後は孔雀明王とスサノオの力のダブルパワーにより消滅した。
剣難神（ケンナンシン）
『曲神記』で登場。天津神 八十禍津日神軍（ヤソマガツヒしんぐん）の一人。
ツキヨミの月蛾を飲むことを断り、曲神になることを拒否した時に、丁度さらわれた妹の織姫を探していたタケミナカタと出くわし、自信満々に戦いを挑むも返り討ちにされた。
丹下左膳のような風貌をしている。得意技は厄災剣。
骨咬（ホネガミ）
『曲神記』で登場。八十禍津日神軍の一体で、飢難を司る。巨大な恐竜の骨のような姿をしている。
地伏を喰らい、曲神となった。その目的は、牙の力を喰らい、新たなスサノオを生み出すことだった。
伊邪那岐神（イザナギノカミ）
日本列島を作った日本の創生の神。
創造神であり、神を創り出すことができ、他の天津神から「父」と呼ばれる。
呪いをかけることができ、呪いを浴びたものは体の動きを封じられ、絶望と苦痛の果てに死を迎えることになる。
自らも、童子姿のスサノオの呪いにより、強力な神の創造ができなくなっている。
『曲神紀』では、中国にいた黄一家のもとに襲来して、海峰と朋子に呪いをかけて明星を天津神のもとに同行させる様に仕向けたり、その明星を利用して国津神と天津神の因縁を解消をさせたりするなど暗躍した末に、出雲にてスサノオの牙をすべて手に入れて明星の肉体を乗っ取ってすべての神の消滅を目論む。だが、地上に出てきたイザナミによって新生した孔雀に敗れた模様（『曲神紀』では伊邪那岐と孔雀の激突で終わっているが、『戦国転生』にて戦いの結末の一部が語られた）。
『戦国転生』では、どうやら阿修羅の肉体（かどうかは定かではないが）を乗っ取った模様で、今は「丑寅の金神」として変貌した京にいる悪徳太子と共にいる。
恵比寿/終わりの水蛭子
イザナギとイザナミの血を引く自然神で、イザナギの配下。スサノオの牙の一つ、「逆浪魂（さかなみだま）」を持っている。触れた相手に化けたり、相手の姿や物の能力を分身のクラゲに持たせる能力がある。その正体は国生みの終盤に産まれた、もう一体の水蛭子であり、クラゲのような姿であったために海に流された。その後、大綿津見に拾われたが、イザナギにそそのかされて大綿津見を騙し、王仁丸の祖先と共に大綿津見を封印し、持っていた牙を奪って海の支配者となった。N潟県K崎町で孔雀達を迎え撃ち、牙を奪おうとしていたが、遮那と王仁丸兄弟が連れてきた大綿津見によってクラゲに戻され、海に流された。
大綿津見
イザナギとイザナミの血を引く自然神で、海の神。イザナギ達とは対立している。王仁丸の祖先によって封印され、どこかに隠されていたが、遮那によって発見された。恵比寿から牙を取り戻したあとは恵比寿をクラゲに戻し、孔雀達に大山津見に会うように助言を与えた。
大山津見
伯耆大山の社に住む山の女神。スサノオの牙の一つ「瑞穂魂（みずほだま）」を持っている。牙と八岐大蛇の神像を使い、何柱もの神を産んでいる。イザナギを信頼しており、イザナギの命じるままに子を産んでは嫁がせていたが、イザナギの豹変に心を痛めていた。孔雀の牙を奪おうとしたが、八岐大蛇に襲われ、瑞穂魂を奪われる。その際孔雀に「可愛い」と言われたことから孔雀を信頼し、孔雀達に協力するようになる。自身の周囲に溶岩を出すことができる。
天之矢倉
大山津見が最近産んだ兄妹神の兄。姿は不完全で、股間に生殖器が無い。突如現れた八岐大蛇に身体を乗っ取られ、大山津見の持つ神像を呑みこんで八千矛となった。
地之矢倉
天之矢倉の妹。兄同様に生殖器がない。黄に協力すると約束したが、次の話から姿を消した。
大戸惑女（おおとまとひめ）
大山津見の子供のうち、山を守護する「山津見八娘」の末娘で、出雲の湯の川にある温泉宿「大戸惑庵（おおとまとあん）」の女将。孔雀達に同行した。
国之闇戸（くにのくらと）
山津見八娘の一人で、御嶽山にある旅館の女将。営業の勉強と称して遊んでいるところで旅館が八千矛に襲撃され、若女将が倒されたことで孔雀達に同行すると決めた。
椹姫（さわらひめ）
御嶽山の旅館の若女将。樹木を司る久久能智神（くくのちのかみ）の一人で、椹の木を守護する女神。樵が減ったことで信仰を失い、消えかかっているところを国之闇戸に拾われ、若女将となった。旅館を襲撃した八千矛を迎え撃つが、全身を切り刻まれて、木片と椹の実の状態となった。
国之狭霧（くにのさぎり）
山津見八娘の一人。ネットカフェを経営しており、自身もメイド服を着ていた。

### 『ライジング』から登場した主要人物
『孔雀王』のプレ・ストーリーである『孔雀王 ライジング』から登場した主要人物たち。

#### 裏高野・真言寺
童鬼（どうき）
孔雀と同じ日に裏高野入りした沙彌。守り本尊は羅刹天。
父親はヤクザだが、卑怯な真似はせず正面から向かっていく男で背中に彫った不動明王の紋々が自慢だった。何者かに父が「後ろから斬られて死んだ」ことから力を求めて裏高野に来た。当初は結縁した羅刹天を認められずにいたが、魔仏に襲われた際に孔雀を助けることができたことで受け入れた。
卒業後も裏高野に残り、最終話では権僧正になっている。
賽目（さいもく）
孔雀と同じ日に裏高野入りした沙彌。守り本尊は帝釈天。
新入門した中では即物的なタイプで、漠然としたイメージだが裏高野で得た力で出世したいらしい。当初は守り本尊もまともには出せなかったが、露天風呂に住み着いた魔仏を退治した際には見事な帝釈天を呼び出した。実家は夜の商売ということで、酒の席で漏れ聞こえる裏話に詳しい。
卒業後は俗世に戻り、IT企業の社長となる（地卒曰く、「エロサイトの管理人」）。
地卒（ちそつ）
孔雀と同じ日に裏高野入りした沙彌。守り本尊は閻魔天。本名は正道。
とある寺の跡取りだったが、孫の人生決めつけようとする住職（祖父）に反発した母を殺そうとした祖父を己が呼び出した閻魔天で殺してしまい（実行犯は母とされ、逮捕）、裏高野にやってきた。同期の中では座学や調べ物が得意な優等生。実家の寺が天台系だったため、呪術業界にはそこそこ明るい。
卒業後は進学し、宗教哲学科の研究生となる（本人曰く「講師もやっているれっきとした給料取り」）。
隠象（おんぞう）
孔雀と同じ日に裏高野入りした沙彌。守り本尊は摧砕天。
「強くなること」に固執して周囲との軋轢を起こす。実は力を求めて呪禁に手を出した裏天台密法修験者の父親に魔仏の種を植え付けられており、このままでは大人になる前に魂を喰いつくされて魔仏の器と化してしまう。自身が生き延びるべく「父を殺すための力」を求めていたが、仲間たちとの交流と力に囚われた者を見て変わっていく。
卒業後は裏高野の兄弟寺に移り、修験者となる（本人曰く「妖怪より人間相手の方が苦手」）。
妙比（みょうひ）
孔雀と同じ日に裏高野入りした沙彌尼。守り本尊は歓喜天。
役者バカが過ぎて汚れ役ばかり押し付けられていた母親に反発して家出した末に裏高野にやってきた。賽目と並んで世俗的なタイプだが、作中では孔雀同様に守り本尊である歓喜天と会話している。呼んでもいないのに現れた守り本尊・歓喜天が性のオーラ垂れ流し状態になって寺内を出入り禁止になったりした。
卒業後は俗世に戻り、地方ではあるがテレビ局に就職して働いている（曰く母親の有様を見て、テレビや映画に「出されるよりは出す方がマシ」）。
流鳥（るちょう）
本名はラトナ。孔雀と同じ日に裏高野入りした沙彌尼。守り本尊は迦楼羅天。
隠象と並んで入門者の中では筋が良いが、共に守り本尊に術者の個性が反映されないことから魔仏になってしまいはしないかと危ぶまれている。インドネシア人で、言葉の端々に訛りが見られる。
双子の姉・リリィと共に人身売買組織に囚われていた時期があり、恐怖に駆られると謝まりまくるところがあるなど、臆病で戦うという行為自体を忌避してしまう。生き別れとなっていた姉・リリィに仲間を殺すと脅され、六道会に走ることになる。鬼ヶ島学園で孔雀たちと再会するが、地獄に向かう孔雀から地蔵菩薩の数珠と仲間たちを託される。
卒業後はシンガポールを拠点にしてフリーの退魔師となる。最終話では仕事の一環として来日。仲間たちとも再会するが、月読が催した食事会に間に合った孔雀に告白した。
無印における鳳凰に該当するキャラであるが、性別が変わったことで根本的に別人になっている。アシュラが生身では登場しないこともあって最終話での展開となった模様。
行手（ぎょうしゅ）
孔雀たちの指導を担当する青年僧。守り本尊は降三世明王。
当初は白狐と嵐が担当する予定だったが、孔雀の守り本尊が「孔雀明王」と判明したため、同格の守り本尊を持つ行手が抜擢された。もっとも、作中の描写を見ても修行の成果次第で守り本尊の発揮する力量は変わるため、格だけで選ばれた訳ではない。
後に日光に恭順、「五輪坊」に加わるが、後述の猛亥の様に闇曼荼羅の仏になるか、覚醒した倶摩羅の影響で悪魔と化した模様。
白狐（びゃっこ）
裏高野でも札つきの不良僧。守り本尊は茶吉尼天。
修行中に命を落とした僧や「仏闘試合い（守り本尊による対戦）」で倒した相手の守り本尊を絵札に封じて収集している。孔雀たち新入りには居丈高にふるまうが、自身の力（守り本尊）が明王などと比べて非力なことにはコンプレックスがある。
空顕（くうけん）
裏高野寺の師僧頭である阿闍梨。漂々とした老僧だが、「裏高野では生きるも死ぬも自己責任」言いきるところもある。元は裏天台の学生だったが、破門されて裏高野に来た。自らは怠け者の劣等生だったとうそぶいているが、後の裏天台座主である不空とはかつて確執があった。
不毛な「仏闘試合い」に反発して大暴れした孔雀を追放処分とするが、蛇柳から地獄門と外界に通じる姿見の井戸を繋げる地下通路を通して捨覚に預ける。
猛亥（もうい）
「仏闘試合い」に出場した一人で学僧頭。守り本尊は宮毘羅大将。十二神将の一人。
ヒゲ面の強面だが、行手よりも年は下らしい。仏闘試合いの最中、知識の足りない孔雀に説明をした。倶摩羅と対戦し、羅睺の力を喰らって堕ちかけるが孔雀の導きで持ち直した。
後に日光に恭順、「五輪坊」に加わるが、闇曼荼羅の仏になったことで暴走。日光の手で処分される。
申孫（しんそん）
「仏闘試合い」に出場した一人。守り本尊は安底羅大将。十二神将の一人。裏天台の刀利と戦うが敗退した。
後に日光に恭順、「五輪坊」に加わるが、猛亥の様に闇曼荼羅の仏になるか、覚醒した倶摩羅の影響で悪魔と化した模様。
妙音（みょうおん）
本名・堂島 妙子（どうじま たえこ）。守り本尊は弁財天。弁天寺の女住職。捨覚に助けられた後、慈覚の勧めで仏門に入り、裏高野の退魔師となった。以降度々捨覚に助勢する。
音を用いて人の心を安らぎへといざない、眠らせたり、秘密を聞き出したり、苦痛を和らげることを得意とする。その実力は確かで、月読が結成した女性退魔師のみのチームの一員に抜擢されたほど。
妙香（みょうか）
本名・海老沼 香（えびぬま かおり）。孔雀と同い年の中学一年生。寺の跡取り娘だったが、父が借金を残して逃げたために本山に寺を没収されてしまう。父の失踪後はヤクザ者に搾取される日々を送っていたが、魔仏『卑流子（ひるこ）』に憑かれて復讐を実行する。ことが収まって以降は妙音に引き取られ、共に暮らしながら裏高野女人堂へ入るための修行を始めた。守り本尊は水天后。
卒業後も裏高野の女人寺に残り、小僧正となっている。
刀蓮、予妙、清聴、観念（とうれん、よみょう、せいちょう、かんねん）
裏高野女人坊でも最強の女退魔師で、女人坊四天王と呼ばれている。守り本尊もその名の通り「持国天」「増長天」「多聞天」「広目天」の四天王。

#### 裏天台
不空（ふくう）
裏天台座主。空顕の同期だったが、大魔王尊との結縁灌頂に失敗し魔仏の器「黄幡星の種」を作りだす外道仏母体となる。自らがばら撒いた種で生まれた器に魔仏の魂を入れた仏像軍団を作り出し、それを以て西洋に戦争を仕掛けようとしている。地獄から戻った孔雀との戦いに敗れたことで復讐するために自ら地獄に落ちる。千年以上前の地獄に先回りして孔雀を待ち構えていたが、孔雀と明王として目覚めたフドウ（捨覚）に敗れて首を切り落とされる、最後の悪あがきとして羅睺を召喚するが、倶摩羅に踏み潰された。現世でも闇曼荼羅の仏になったことで暴走し、倶摩羅に処分された。地獄に堕ちる過程で姿見の井戸から追いかけてきた空顕の問いかけに対して、宗教というものの意義を完全に否定する物言いで完全に見放される。
仁王（におう）
裏天台の律師。「仏闘試合い」で裏天台側の立会人として参加するが、試合に負けた者を蔑み、嵐には「お前は坊主じゃない」と殴られた。

#### 六道会
丹砂（たんしゃ）
外道仏教・六道会に所属する女性で仏師。魔仏の器となる子供を海外各地の人身売買組織から買い集めている。魔仏作りという人体実験染みた行為をしてはいるが、器となる子供たちに対しては好意的に接している。父親は裏高野に属する最高位の仏師だった。
リリィ
流鳥の双子の姉。インドネシアで人身売買組織に共に囚われていたが、インドネシア軍に救出された際に生き別れとなっていた。守り本尊は摩利支天。
生来、妹の介助無しでは生活できない体だったが、丹砂が作った脚を得て戦う力を手に入れた。

#### その他の人物
捨覚（しゃかく）
裏高野を追放されることとなった孔雀を迎えに来た男。孔雀同様に裏高野から破門された立場だが、かつては裏高野最強の名を馳せていた。孔雀の師・慈空の弟子であり、孔雀の父・慈覚の弟弟子。種字（梵字一文字で仏を表す文字）と印だけで仏を降ろす実力を持ち、基礎的な指導と退魔行の実戦で孔雀を鍛える。
元は地獄の鬼で冥界巡りをしていた慈覚に諭されて人間に生まれ変わり捨覚となる。そして再び地獄に鬼として転生し「爆炎のフドウ」と名乗っていたが、悟りに至ったことで不動明王となった。
可愛 天子（かわい てんこ）
アイドルとして売り出し中の少女。二度に渡って災難に見舞われるもその都度、孔雀に助けられ好意を抱く。
あーちゃん
20年以上前に流行ったアニメ『孔雀王子』のヒロインを模したフィギュア。仏像塗師・白縁の作であり、アニメの設定同様に阿修羅の魂が宿り、等身大となって活動する。
『孔雀王』で初登場した当時の阿修羅を想起させる描写が多数盛り込まれており、孔雀を庇い破壊されるが、後の転生と再会を約束して去った。魂が抜けた後の人形は修繕され、孔雀が大事に所持している。
白緑（びゃくろく）
元は六道会所属の仏像塗師だった。六道衆の企みを知って以降離反し、逃亡生活を送っている。登場した際は名前の白緑の別名から「くじゃく」と名乗っていた。あーちゃんの一件の後は弁天寺に厄介になっている。
坂本 賢八（さかもと けんぱち）
鬼ヶ島学園の教師。魔仏・普賢菩薩を名乗るが、その正体は地獄鬼で孔雀に倒されて地獄に送り返される。地獄で孔雀と再会し、地獄の案内をする。享年45歳。教師生活20年・武闘家人生30年で、そこらの鬼など物の数ではない実力をもつ地獄僧であり熱血教師。
元々は普通の教師だったが、生徒の一人が自殺したことで悩み苦しんだ末に亡くなり、地獄に落ちた生徒・シュウを探していた。孔雀の母・冥道によってシュウと共に成仏する。
月兎（げっと）
地獄鬼の少女。自身の名前の元になった故事（今昔物語集の天竺部巻第五第十三『三獣行菩薩通兎焼身語』）に従い、心に決めた相手であるフドウ（捨覚）に身を捧げることを望んでいる。
理事長
鬼ヶ島学園の経営者。当初は地獄と繋がった学園の問題解決に裏高野と六道会で天秤にかけていた様子だったが、孔雀が地獄から戻った際には結託した両者に学園を支配され、生徒たちは魔仏の器になる修業をやらされていた。
学園を手に入れるまでに様々な職を渡り歩いたらしいが、どんな仕事であっても定められた法は順守するというポリシーを持つ。オタクの走り世代でもあり、日光たちがしているのは質の悪いカルトだと看破していた。

### 『戦国転生』から登場した主要人物
『孔雀王 曲神記』の続編である『孔雀王 戦国転生』から登場した主要人物

#### 孔雀の仲間となる武将
織田 信長（おだ のぶなが）
尾張の国の領主。呪いにより年を重ねても女性と見まごう美貌を持つ。父・信秀が異国の娘（阿修羅）に産ませた嫡子。
金髪碧眼であるがゆえに「黄鬼の子」と恐れ嫌われた経緯から、かつては自ら泥で化粧をし、悪臭を漂わせて他者を遠ざけていた。
濃姫に出会い心救われて以降は反転し、美に対して強い執着を持つようになった。気性は激しく、堪え性がない。
初めての理解者だった濃姫への思慕は相当に深く、彼女が死した後は一時目標を見失い、立ち直った後も濃姫に関する思い出話を餌に光秀に付け入られる。最終的に神を名乗り、神殺しの槍を得た光秀に討たれる。黒幕が滅びたのちに母であるアシュラの内にて眠りについた。
「織田信長」というキャラクター自体は無印のころに孔雀と敵対するキャラクターとして登場したが、オーソドックスな悪役としての信長像として描かれ、戦国転生における「織田信長」とは別のキャラクター像となっている。
木下 藤吉郎 秀吉（きのした とうきちろう ひでよし）
幼少の折から呪いで猿と化している、心優しき巨漢。知恵者の忠臣として信長に仕える。
仲間内では一番の良識人であり、その分気苦労が絶えない。最終話で時代にかかった呪いが解けて「人」に戻る。
徳川 家康（とくがわ いえやす）
三河の国の領主。阿修羅の血を与えられ、吸血鬼と化した。生来臆病な男で、幼馴染の間柄にある信長には頭が上がらない。最終話で時代にかかった呪いが解けて「人」に戻る。
蜂須賀 小六（はちすか ころく）
尾張の地侍で、津島港の水運を仕切る『川筋衆』の総頭領。
お調子者だが情に厚く先見の明もあり、猿回しの猿にされていた所を買い取り育ててもらった秀吉にとっては恩人である。
浅井 長政（あざい ながまさ）
近江の国の領主。信長の異母妹・お市を娶り、同盟を結ぶ。朴訥な風貌の気の善い男で、呪いとは関わりのない普通の人間。

#### 武将以外の協力者
青海（せいかい）
裏高野の密法僧で孔雀の旅に時折同行する。絵心がある。孔雀と裏高野との連絡役を担う。
慈海（じかい）
東寺住職。この時代の裏高野座主・真海（しんかい）を師に持つ。
ねね
秀吉の妻で純朴な女性。野盗に襲われていたところを秀吉に助けられ、彼の優しさに心底惚れ込んで夫婦の契りを交わす。
濃（のう）
信長の正室。正体は斎藤道三の送り込んだ式神で、信長の呪いを強めるための存在だったが、心の底から信長を愛し、彼を助けて自らは消滅した。
お市（おいち）
信長の異母妹。黒人の母譲りの肌に劣等感を抱いていたが、長政に見初められて仲睦まじき夫婦となった。兄譲りの気性と武芸の持ち主。

#### 敵対する者達
悪徳太子（あくとくたいし）
京の都を統べる人物。茨の冠を付け、髭を蓄えた男だがガーターストッキングとハイヒールを履いている。
京都に突如出現して地獄そのものだった都を変貌させた上、『曲神記』で地獄に落ちた阿修羅の肉体と孔雀に敗れた伊邪那岐の魂を「丑寅の金神」として戦国時代へ転生させた張本人。
話の一端によれば、どうやら元は「日本の外」からやってきた者で、その正体は師であるキリストを殺害してその血をすすり吸血鬼と化した「イスカリオテのユダ」。神とされ光秀に討たれた信長の血をすすり、真の魔神となるが、解放された肉体に戻ったアシュラと孔雀によってイザナギと共に滅ぼされた。
今川 義元（いまがわ よしもと）
刃を通さぬ生霊と化すことのできる「化粧呪」の使い手。信長に懸想し、夜な夜な執拗に誘いをかけてきていた。
丑寅の金神（うしとらのこんじん）
艮の金神（読み仮名は同上）とも称される。
数多の者に望むままの呪いを与えて戦乱を長引かせる、「京の都にはびこる大呪」の元凶と目されている女性。
織田信秀と交わり、全てを滅ぼすと言われる「カバラのアダム」（＝信長）を生んだ。
その正体は戦国時代へと転生した阿修羅（ただし、肉体は阿修羅だが魂は伊邪那岐）。そのため、性格や振る舞いは過去作品の同人物とは大きく異なっている。
現在は、変貌した京にいる悪徳太子と共にいる。神とされ光秀に討たれた信長の身体を乗っ取るが、解放された肉体に戻ったアシュラと孔雀によってユダと共に滅ぼされた。
斎藤 道三（さいとう どうさん）
式神をはじめとした陰陽呪の使い手。10年前に討たれたとされていたが、実際には生きており信長を呪い続けていた。
50年以上も幾多の人に化けながら、下天（この世）を手中に収めるという野望を抱き続けた。
明智 十兵衛 光秀（あけち じゅうべえ みつひで）
足利十四代将軍・義昭の家臣。濃の従兄妹と称し信長に取り入った。
表向き足利と織田の味方を装うも、孔雀には道三と同じ類の呪の使い手であると看破されており、裏では真の主たる朝廷とこの国のため暗躍している。悪徳太子に与えられた神殺しの槍によって信長を討ち取るが、信長の身体と血を狙う二柱の黒幕と戦い討ち死にする。遺骸は孔雀によって葬られた。

## 書誌情報

### 単行本
- 荻野真 『孔雀王』 集英社〈ヤングジャンプ・コミックス〉、全17巻
  1. 「死人返り」1986年1月発行、ISBN 4-08-861541-7
  2. 「呪禁道」1986年11月発行、ISBN 4-08-861542-5
  3. 「黄泉御前」1987年1月発行、ISBN 4-08-861543-3
  4. 「阿修羅」1987年4月発行、ISBN 4-08-861544-1
  5. 「倶摩羅」1987年8月発行、ISBN 4-08-861545-X
  6. 「黄幡星」1987年12月発行、ISBN 4-08-861546-8
  7. 「黄海峰」1988年3月発行、ISBN 4-08-861547-6
  8. 「崑崙」1988年4月発行、ISBN 4-08-861548-4
  9. 「天蛇王」1988年5月発行、ISBN 4-08-861549-2
  10. 「鳳凰」1988年11月発行、ISBN 4-08-861550-6
  11. 「裏高野」1988年12月発行、ISBN 4-08-861551-4
  12. 「聖杯」1989年4月発行、ISBN 4-08-861552-2
  13. 「青龍」1989年6月発行、ISBN 4-08-861553-0
  14. 「天蛇」1989年7月発行、ISBN 4-08-861554-9
  15. 「闇曼荼羅」1989年8月発行、ISBN 4-08-861555-7
  16. 「孔雀」1989年9月発行、ISBN 4-08-861556-5
  17. 「卒塔婆小町」1990年5月発行、ISBN 4-08-861557-3
- 荻野真 『孔雀王 退魔聖伝』 集英社〈ヤングジャンプ・コミックス〉、全11巻
  1. 「摩利支天」1991年2月発行、ISBN 4-08-861271-X
  2. 「弁慶奇伝」1991年6月発行、ISBN 4-08-861272-8
  3. 「黒き箱舟」1991年10月発行、ISBN 4-08-861273-6
  4. 「吸血鬼幻想」1992年4月発行、ISBN 4-08-861274-4
  5. 「吸血鬼幻想2」1992年5月発行、ISBN 4-08-861275-2
  6. 「魔眼」1992年10月発行、ISBN 4-08-861276-0
  7. 「鬼(モノ)」1993年1月発行、ISBN 4-08-861277-9
  8. 「天津神」1993年4月発行、ISBN 4-08-861278-7
  9. 「天の岩戸」1993年7月発行、ISBN 4-08-861279-5
  10. 「遠野」1993年10月発行、ISBN 4-08-861280-9
  11. 1993年12月発行、ISBN 4-08-861795-9
- 荻野真 『孔雀王 曲神紀』 集英社〈ヤングジャンプ・コミックス〉、全12巻
  1. 「孔雀、飛翔!!!!」2006年8月18日発売[5]、ISBN 4-08-877130-3
  2. 「神々の戦譜」2007年3月19日発売[6]、ISBN 978-4-08-877216-5
  3. 「牙奪う」2007年7月19日発売[7]、ISBN 978-4-08-877292-9
  4. 「創生の記」2007年11月19日発売[8]、ISBN 978-4-08-877335-3
  5. 「二人の神皇」2008年3月19日発売[9]、ISBN 978-4-08-877417-6
  6. 「神々の統一」2008年8月19日発売[10]、ISBN 978-4-08-877486-2
  7. 「桜の下の誓い」2008年11月19日発売[11]、ISBN 978-4-08-877559-3
  8. 「神界の汚点」2009年3月19日発売[12]、ISBN 978-4-08-877615-6
  9. 「八岐大蛇」2009年7月17日発売[13]、ISBN 978-4-08-877677-4
  10. 「殺神事件」2009年11月19日発売[14]、ISBN 978-4-08-877740-5
  11. 「信者の返還」2010年3月19日発売[15]、ISBN 978-4-08-877820-4
- 荻野真 『孔雀王ライジング』 小学館〈ビッグコミックス〉、全10巻
  1. 2012年10月30日発売[16]、ISBN 978-4-09-184730-0
  2. 2013年4月30日発売[17]、ISBN 978-4-09-185186-4
  3. 2013年12月27日発売[18]、ISBN 978-4-09-185575-6
  4. 2014年7月30日発売[19]、ISBN 978-4-09-186318-8
  5. 2015年2月12日発売[20]、ISBN 978-4-09-186766-7
  6. 2015年10月9日発売[21]、ISBN 978-4-09-187158-9
  7. 2016年3月11日発売[22]、ISBN 978-4-09-187498-6
  8. 2017年2月10日発売[23]、ISBN 978-4-09-189359-8
  9. 2017年9月12日発売[24]、ISBN 978-4-09-189618-6
  10. 2019年7月30日発売[25]、ISBN 978-4-09-860366-4
- 荻野真 『孔雀王-戦国転生-』 リイド社〈SPコミックス〉、全5巻
  1. 2013年12月27日発売[26]、ISBN 978-4-8458-4294-0
  2. 2014年10月27日発売[27]、ISBN 978-4-8458-4295-7
  3. 2015年10月9日発売[28]、ISBN 978-4-8458-4296-4
  4. 2017年2月10日発売[29]、ISBN 978-4-8458-5053-2
  5. 2019年7月30日発売[30]、ISBN 978-4-8458-5490-5

### 文庫版
- 荻野真 『孔雀王』 集英社〈集英社文庫〉、全11巻
  1. 1997年1月17日発売[31]、ISBN 4-08-617133-3
  2. 1997年1月17日発売[32]、ISBN 4-08-617134-1
  3. 1997年3月12日発売[33]、ISBN 4-08-617135-X
  4. 1997年3月12日発売[34]、ISBN 4-08-617136-8
  5. 1997年4月18日発売[35]、ISBN 4-08-617137-6
  6. 1997年4月18日発売[36]、ISBN 4-08-617138-4
  7. 1997年5月16日発売[37]、ISBN 4-08-617139-2
  8. 1997年5月16日発売[38]、ISBN 4-08-617140-6
  9. 1997年6月18日発売[39]、ISBN 4-08-617141-4
  10. 1997年6月18日発売[40]、ISBN 4-08-617142-2
  11. 1997年6月18日発売[41]、ISBN 4-08-617143-0
- 荻野真 『孔雀王 退魔聖伝』 集英社〈集英社文庫〉、全7巻
  1. 1999年11月18日発売[42]、ISBN 4-08-617508-8
  2. 1999年11月18日発売[43]、ISBN 4-08-617509-6
  3. 2000年1月18日発売[44]、ISBN 4-08-617510-X
  4. 2000年1月18日発売[45]、ISBN 4-08-617511-8
  5. 2000年2月18日発売[46]、ISBN 4-08-617512-6
  6. 2000年2月18日発売[47]、ISBN 4-08-617513-4
  7. 2000年2月18日発売[48]、ISBN 4-08-617514-2

## アニメ

### 孔雀王（アニメ）
1988年から1991年に3本のOVAが作られた。
鬼還祭のみ、タイアップとしてSPLASHによるエンディング曲『レプリカント スキャンダル』CDVが発売され、ジャケットはOVAに合わせたスペシャルバージョンとなっていた。

#### キャスト
孔雀と仲間たち
- 孔雀 - 関俊彦
- 阿修羅 - 安藤ありさ
- 慈空 - 納谷悟朗
- 王仁丸 - 石丸博也（1）、玄田哲章（2、3）
- 黄海峰 - 井上和彦（2）

裏高野
- 日光 - 神谷明（2）
- 月読 - 冨永みーな（2）

その他
- 天鐘 - 水島裕（1）
- 僧正 - 加藤精三（1）
- 高原巽磨 - 若本規夫（1）
- 弥美 - 横尾まり（1）
- 安倍晴明 - 仲木隆司（1）
- 池田初子 - 川村万梨阿（2）
- 織田信長 - 大塚周夫（2）
- オルガンティーノ - 納谷六朗（2）
- 二宮冴子 - 島津冴子（3）
- 黄泉御前 - 小林優子（3）
- 綾乃 / 大原節子 - 来宮良子（3）
- 高畑神父 - 川久保潔（3）
- 部長 - 沢木郁也（3）
- 沢ロリエ - 白鳥由里（3）
- クリスチーヌ火場 - 川本恵子（3）
- 修験道大角 - 梁田清之（3）

#### スタッフ
- 原作 - 荻野真
- 監督 - 秋山勝仁（1、3）、板野一郎（2）
- 脚本 - 会川昇（1、2）、夏木玲生（3）
- キャラクターデザイン - 越智博之（1）、摩砂雪（2）、岸田隆宏（3）
- クリーチャーデザイン - わたなべぢゅんいち（1）
- モンスターデザイン - 和田卓也（2）、スクリーミング・マッド・ジョージ（2）
- 作画監督 - 大森英敏（1）、藤川太（2）、和田卓也（2）、奥田淳（3）、田中正弘（3）
- 総作画監督 - 岸田隆宏（3）
- モンスター作監 - 宇佐美皓一（2）
- 演出 - 川瀬敏文（2）
- 美術監督 - 南郷洋一（1）、金村勝義（2）、中原英統（3）
- 撮影監督 - 高橋明彦（1）、鳥越一志（2）、小西一廣（3）
- 音楽 - YAS-KAZ（1、2）、クリストファー・カレル（3）、小椋悟&キットカットクラブ（3）
- 音響監督 - 本田保則（1）、山田悦司（2）、岩浪美和（3）
- プロデューサー - 中野和雄（2）、野村和史（1、2）、柳田滋夫（2）、山崎成人（3）
- 制作プロデューサー - 内山秀二（1）、榎本歩光（1）、野崎絹代（2）、渡辺欽哉（3）
- アニメーション制作 - AIC（1、3）、STUDIO SS（2）
- 企画・製作・著作 - 集英社、創映新社（1、2）、ポニーキャニオン（1、2）、ネクスタート（3）

#### 各話リスト
| 話数  | 発売日        | サブタイトル | 脚本     | 作画監督        |
| ----- | ------------- | ------------ | -------- | --------------- |
| 第1話 | 1988年4月29日 | 鬼還祭       | 会川昇   | 大森英敏        |
| 第2話 | 1989年11月3日 | 幻影城       | 会川昇   | 藤川太 和田卓也 |
| 第3話 | 1991年9月21日 | 櫻花豊穣     | 夏木玲生 | 奥田淳 田中正弘 |

### 真・孔雀王
1994年に『真・孔雀王』として再度OVA化された。

#### キャスト（真・孔雀王）
孔雀と仲間たち
- 孔雀 - 辻谷耕史
- 阿修羅 - 伊藤美紀
- 慈空 - 永井一郎
- 王仁丸 - 屋良有作
- 黄海峰 - 若本規夫

孔雀と血縁のある人物
- 朋子 - 日髙のり子
- 慈覚 - 堀勝之祐

裏高野
- 日光 - 山口健
- 月読 - 鶴ひろみ
- 薬師大医王 - 阪脩

その他
- ジークフリート - 速水奨
- ハウスホッファー - 石塚運昇
- フゼン - 辻村真人
- 無上 - 渡部猛
- 孔雀明王 - 石井康嗣

#### スタッフ（真・孔雀王）
- 原作 - 荻野真
- 監督 - りんたろう
- 脚本 - 浦畑達彦、稲葉一広
- キャラクターデザイン - 小池健、阿部恒
- 演出 - 遠藤卓司
- 作画監督 - 阿部恒
- 美術監督 - 平城徳浩
- 色彩設計 - 村上芳枝
- 撮影監督 - 諫川弘
- 音楽 - 本多俊之
- 音響監督 - 三間雅文
- 制作プロデューサー - 丸山正雄、高江勇次
- プロデューサー - 中野和雄、久米憲司、真木太郎
- アニメーション制作 - マッドハウス
- 製作 - 集英社、ポニーキャニオン、パイオニアLDC

#### 各話リスト（真・孔雀王）
| 話数 | 発売日        | サブタイトル | 脚本              | 演出     | 作画監督 |
| ---- | ------------- | ------------ | ----------------- | -------- | -------- |
| 上巻 | 1994年4月25日 | 天魔復活     | 浦畑達彦 稲葉一広 | 遠藤卓司 | 阿部恒   |
| 下巻 | 1994年5月25日 | 崑崙鳴動     | 浦畑達彦 稲葉一広 | 遠藤卓司 | 阿部恒   |

### 孔雀王 戦国転生
同名シリーズのコミックス2巻発売記念として2015年に無料配信された。
各地の街頭ビジョンやAmazonで配信されたショートバージョンと、公式サイトのみで配信のフルバージョンがある。

#### キャスト（孔雀王 戦国転生）
孔雀と仲間たち
- 孔雀 - 鈴木達央
- 織田信長 - 吉田聖子
- 木下秀吉 - 藤原啓治
- 徳川家康 - 西田雅一

その他
- 阿修羅 - ぴっちょりーな

#### スタッフ（孔雀王 戦国転生）
- 原作 - 荻野真
- 監督/絵コンテ/演出 - 古橋一浩
- プロップデザイン - 岡戸智凱
- 作画監督 - 徳田大貴
- 美術監督 - 永吉幸樹
- 背景 - 株式会社ヘッドワークス
- 撮影監督 - 和田尚之
- 音楽 - こぐま
- 音響監督 - 藤原啓治
- プロデューサー - 戸田和宏、深堀保洋
- ゼネラルプロデューサー - 柴田幹雄
- アニメーション制作 - ギャザリング
- 企画・製作・著作 - リイド社、孔雀王アニメプロジェクト

## 実写映画

### 孔雀王（映画）
1988年、東宝東和配給にて公開。香港ではユン・ピョウだけが主人公となるように編集されたバージョンが公開された。

#### キャスト（映画）
| 役名       | 俳優                 | 日本語吹替           |
| ---------- | -------------------- | -------------------- |
| 孔雀       | 三上博史             | 三上博史             |
| コンチェ   | ユン・ピョウ         | 大滝進矢             |
| 風間冴子   | 安田成美             | 安田成美             |
| アシュラ   | グロリア・イップ     | 日髙のり子           |
| 宮毘羅     | リュー・チャーフィー | 池田秀一             |
| 皆魔障外神 | 季洪                 |                      |
| ジグメ     | 高雄（エディ・コー） | 池田勝               |
| 刑事       | コント山口君と竹田君 | コント山口君と竹田君 |
| 佐藤       | 左とん平             | 左とん平             |
| 慈空       | 緒形拳               | 緒形拳               |
| 慈覚       | フィリップ・クォック |                      |
| 羅誐       | ポーリン・ウォン     | 小宮和枝             |

#### スタッフ（映画）
- 製作：フジテレビジョン、ゴールデン・ハーベスト、砂工房
- 監督：ラン・ナイチョイ（藍乃才、香港出身）
- 脚本：橋本以蔵、関澄一輝
- 製作者：三ツ井康、レイモンド・チョウ
- 製作総指揮：村上光一、チャイ・ラン
- プロデューサー：河井真也、室岡信明、佐藤武光
- SFXプロデューサー：一瀬隆重
- ビジュアルプロデューサー：久里耕介
- 武術指導：トン・ワイ、フィリップ・コク
- 原作：荻野真
- 企画：岡正、三木孝祐、曽愛屏、周震東
- 撮影：奈良一彦、関志勤
- 音楽：ミッキー吉野
- 主題曲：ロクサーヌ
- 挿入曲：崎谷健次郎「IF EVER YOU FALL」
- エンディングテーマ：THE ALFEE「FOR YOUR LOVE」
- 美術：田中孝男、馬磐超
- 編集：神谷信武、姜興隆
- 録音：武進
- コーディネートプロデューサー：堀口壽一
- 助監督：桑原昌英、龍天生
- 照明：高屋齋、阮定邦、劉鉄志
- タイトル：島田プロダクション
- 現像：東京現像所
- スタジオ：大映スタジオ

SFXクルー（特撮ユニット）
- 撮影：中堀正夫、鈴木蒔夫
- 照明：熊谷茂
- 美術：藤田泰男
- 編集：遠山千秋
- ストーリーボード：樋口真嗣

（ビジュアルユニット）
- アニメーター：真賀理文子
- スペシャルメーキャップ：若狭新一
- 造型：鯨井実、こじまやすじ、肥田収
- 光学合成：デン・フィルム・エフェクト
- スキャニメイト：IMAGICA

日本語版仕上げ
- 音響監督：瀬川徹夫
- 音響効果：倉橋静男
- 音楽ミキサー：大野映彦
- ダイアローグアドバイザー：水島鉄夫
- スタジオ：アオイスタジオ、プロダクションゆりーか

### 孔雀王 アシュラ伝説
1990年、東宝東和配給にて公開。日本と香港での共同制作。香港ではユン・ピョウを主役の孔雀、阿部寛をコンチェとしてユン・ピョウ主演風に編集されたバージョン（93分）が公開された。日本でも「日本公開版（日本語バージョン）」「香港公開版（広東語バージョン）」としてそれぞれビデオ化されている。

#### キャスト（孔雀王 アシュラ伝説）
| 役名     | 俳優                   | 日本語吹替 |
| -------- | ---------------------- | ---------- |
| 孔雀     | 阿部寛                 | 阿部寛     |
| コンチェ | ユン・ピョウ           | 大滝進矢   |
| アシュラ | グロリア・イップ       | 日髙のり子 |
| 珍       | ロレッタ・リー         | 鷹森淑乃   |
| 且       | 劉錫賢（ラウ・セイン） | 安西正弘   |
| 輪光尼   | 橘ゆかり               |            |
| 輪月尼   | 早瀬恵子               |            |
| 輪星尼   | 荒井乃梨子             |            |
| 鬼妃     | ナイ・シュ             | 一城みゆ希 |
| 天輪尼   | 名取裕子               | 名取裕子   |
| 慈空     | 勝新太郎               | 勝新太郎   |

#### スタッフ（孔雀王 アシュラ伝説）
- 監督：藍乃才
- SFX監督：佐川和夫
- 製作者：レイモンド・チョウ、レナード・ホー
- 製作総指揮：蔡瀾、三木孝祐
- 原作：荻野真
- 脚本：曽田博久
- 撮影：関志勤
- アクション監督：ユン・ブン
- 音楽：陳斐烈
- 編集：姜興隆
- 照明：阮定邦
- 主題歌：グロリア・イップ「ASHURA」

## ゲーム
孔雀王
ファミリーコンピュータ、1988年9月21日、ポニーキャニオン
コマンド選択式のアドベンチャーゲーム。MSX2にも移植された。
孔雀王
セガ・マークIII、1988年9月23日、セガ
謎解きのアドベンチャーゲームと横スクロールアクションの複合したゲーム。
孔雀王2 幻影城
メガドライブ、1989年11月25日、セガ
面クリア方式のアクションゲーム。
孔雀王II
ファミリーコンピュータ、1990年8月21日、ポニーキャニオン
コマンド選択式のアドベンチャーゲームだが、ロールプレイングゲームの要素が追加されている。

## 盗用問題
『孔雀王』の連載時、夢枕獏が自作の小説『サイコダイバー・シリーズ』からの盗用を指摘して問題になった。当事者間で話し合いが持たれ、荻野と担当編集者が謝罪、さらに『孔雀王』の単行本に「参考文献」として同作の名を挙げることで事態は沈静化した。この経緯については、『サイコダイバー・シリーズ』の後書きでも言及されている。